# Merismella proxima
Merismella proxima är en svampart som beskrevs av Syd. 1927. Merismella proxima ingår i släktet Merismella och familjen Chaetothyriaceae.   Inga underarter finns listade i Catalogue of Life.